# Dewitz (Altmärkische Höhe)
Dewitz ist ein Ortsteil der Gemeinde Altmärkische Höhe im Landkreis Stendal in Sachsen-Anhalt.

## Geographie

### Lage
Dewitz, ein Straßendorf mit Kirche, liegt in der Altmark, 10 Kilometer südöstlich von Arendsee und 11 Kilometer nordwestlich von Osterburg am Zehrengraben.
Benachbarte Orte sind Bretsch im Osten, Gagel im Westen und Lückstedt im Südwesten.

### Klima
In Dewitz herrscht gemäßigtes Klima. Dieses wird von Osten vom Kontinentalklima und vom Westen vom atlantischen Seeklima beeinflusst. Der durchschnittliche jährliche Niederschlag für Dewitz liegt bei 551 mm. Trockenster Monat ist der Februar mit einer Niederschlagsmenge von 32 mm, wohingegen der meiste Niederschlag im Juni mit durchschnittlich 63 mm fällt. Die Jahresdurchschnittstemperatur liegt bei 8,8 °C. Der statistisch wärmste Monat ist der Juli mit durchschnittlichen 22,8 °C. Der Monat Januar, als kältester Monat im Jahr, weist eine Durchschnittstemperatur von 0 °C auf.
|                        | Jan  | Feb  | Mär  | Apr  | Mai  | Jun  | Jul  | Aug  | Sep  | Okt  | Nov | Dez  |   |      |
| Mittl. Temperatur (°C) | 0    | 0,5  | 3,6  | 7,9  | 12,8 | 16,1 | 17,9 | 17,6 | 14   | 9,5  | 4,8 | 1,5  | ⌀ | 8,9  |
| Mittl. Tagesmax. (°C)  | 2,4  | 3,3  | 7,5  | 12,5 | 18   | 21,2 | 22,8 | 22,5 | 18,6 | 13,1 | 7,3 | 3,8  | ⌀ | 12,8 |
| Mittl. Tagesmin. (°C)  | −2,4 | −2,3 | −0,2 | 3,4  | 7,6  | 11,1 | 13,1 | 12,7 | 9,5  | 5,9  | 2,3 | −0,7 | ⌀ | 5    |
|                        |      |      |      |      |      |      |      |      |      |      |     |      |   |      |
| Niederschlag (mm)      | 41   | 32   | 37   | 41   | 51   | 63   | 58   | 59   | 44   | 38   | 43  | 44   | Σ | 551  |

| −2,4 |

| −2,3 |

| −0,2 |

| 3,4 |

| 7,6 |

| 11,1 |

| 13,1 |

| 12,7 |

| 9,5 |

| 5,9 |

| 2,3 |

| −0,7 |

| −2,4 |

| −2,3 |

| −0,2 |

| 3,4 |

| 7,6 |

| 11,1 |

| 13,1 |

| 12,7 |

| 9,5 |

| 5,9 |

| 2,3 |

| −0,7 |

## Geschichte

### Mittelalter bis Neuzeit
Die erste Erwähnung des Dorfes stammt aus dem Jahre 1318 als villa Dewiz. Im Jahre 1321 wurden Einnahmen in villa Dewitze zur Errichtung und Dotierung eines Altars in der Klosterkirche zum Heiligen Geist in Salzwedel verwendet. Im Landbuch der Mark Brandenburg von 1375 wird Devitz als Dorf mit 12 Hufen Land und einem Schulzen genannt.
Die Großsteingräber bei Dewitz wurden im 19. Jahrhundert zerstört.
Nordwestlich des Dorfes südlich der Straße in Richtung Gagel stand noch im 20. Jahrhundert eine Windmühle.
Bei der Bodenreform wurden im Jahre 1945 24 Besitzungen ermittelt, die eine Fläche unter 100 Hektar hatten, zusammen 433 Hektar. Die zwei Kirchenbesitzungen hatten 20 Hektar und eine Gemeindebesitzung 0,3 Hektar. Später entstand eine Landwirtschaftliche Produktionsgenossenschaft, die LPG Typ I „Altmark“. Sie wurde 1974 mit anderen Genossenschaften zur LPG Typ III „Altmark“ Bretsch, Sitz Lückstedt, zusammengeschlossen. An diese wurde 1975 die LPG „Georgi Dimitroff“ in Stapel und 1976 die LPG „Friedlicher Aufbau“ Kossebau angeschlossen.

### Eingemeindungen
Bis 1807 gehörte das Dorf zum Arendseeischen Kreis der Mark Brandenburg in der Altmark. Zwischen 1807 und 1813 lag es im Kanton Bretsch auf dem Territorium des napoleonischen Königreichs Westphalen. Ab 1816 gehörte die Gemeinde zum Kreis Osterburg, dem späteren Landkreis Osterburg.
Am 20. Juli 1950 wurde die bis dahin eigenständige Gemeinde Dewitz nach Bretsch eingemeindet.
Durch die Zusammenlegung von Bretsch mit anderen Gemeinden zur Gemeinde Altmärkische Höhe kam der Ortsteil Dewitz am 1. Januar 2010 zur Gemeinde Altmärkische Höhe.

### Einwohnerentwicklung
| Jahr | Einwohner |
| ---- | --------- |
| 1734 | 133       |
| 1772 | 100       |
| 1789 | 122       |
| 1798 | 124       |
| 1801 | 114       |
| 1818 | 120       |

| Jahr | Einwohner |
| ---- | --------- |
| 1840 | 137       |
| 1864 | 205       |
| 1871 | 196       |
| 1885 | 171       |
| 1892 | [00]188   |
| 1895 | 176       |

| Jahr | Einwohner |
| ---- | --------- |
| 1900 | [00]153   |
| 1905 | 169       |
| 1910 | [00]197   |
| 1925 | 172       |
| 1939 | 168       |
| 1946 | 332       |

| Jahr | Einwohner |
| ---- | --------- |
| 2011 | [00]112   |
| 2012 | [00]110   |
| 2020 | [00]102   |
| 2021 | [00]103   |
| 2022 | [0]103    |
| 2023 | [0]104    |

Quelle, wenn nicht angegeben, bis 1946:

## Religion
Die evangelische Kirchengemeinde Dewitz gehörte früher zur Pfarrei Bretsch. Sie wird heute betreut vom Pfarrbereich Kossebau im Kirchenkreis Stendal im Bischofssprengel Magdeburg der Evangelischen Kirche in Mitteldeutschland.
Die ältesten überlieferten Kirchenbücher für Dewitz stammen aus dem Jahre 1702. Ältere Einträge sind bei Wohlenberg zu finden.
Die katholischen Christen gehören zur Pfarrei St. Anna in Stendal im Dekanat Stendal im Bistum Magdeburg.

## Kultur und Sehenswürdigkeiten

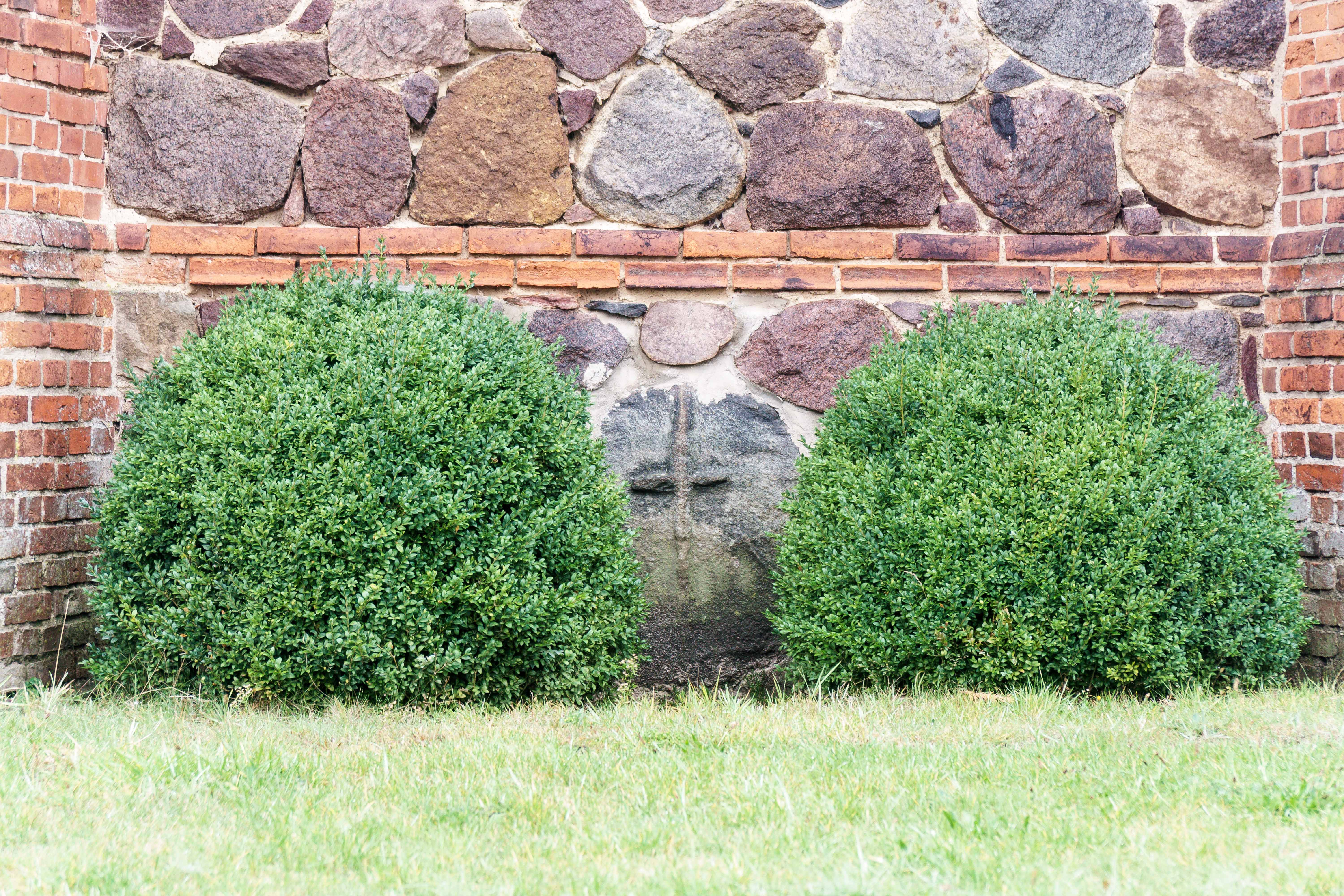
Sühnekreuz

- Die evangelische Dorfkirche Dewitz ist als gotisierender Neubau in den Jahren 1883/84 entstanden. Dazu wurden mittelalterliche Mauerreste verwendet.[1] Im Sockel des alten Mauerwerkes des Ost-Chores ist ein Feldstein mit einem flachen Sühnekreuz eingemauert.[19]
- Der Ortsfriedhof ist auf dem Kirchhof.
- In Dewitz steht an der Kirche ein Denkmal für die Gefallenen des Ersten Weltkrieges, ein aufgerichteter Feldstein auf gemauertem abgestuftem Sockel mit einer Tafel für die Gefallenen des Zweiten Weltkrieges.[20]

### Vereine
Förderverein der Freiwilligen Feuerwehr Dewitz e. V.

## Wirtschaft und Infrastruktur
Bereits in den 1980er Jahren gab es in Dewitz eine Milchviehanlage. Heute betreibt eine Agrargenossenschaft in Dewitz eine Rinderhaltung zur Milchproduktion mit einer Weide direkt im Stallbereich und mit Futterproduktion aus betriebseigenem Anbau.